# 소금장수 (1987년 영화)
《소금장수》는 한국에서 제작된 김대진 감독의 1987년 드라마 영화이다. 김추련 등이 주연으로 출연하였고 김대진 등이 제작에 참여하였다.

## 출연

### 주연
- 김추련
- 천은경
- 정진
- 권순영

## 기타
- 조명: 장기종
- 녹음: 김경일